# Ilyactis
Ilyactis is een geslacht van zeeanemonen uit de klasse van de Anthozoa (bloemdieren).

## Soort
- Ilyactis torquata Andrès, 1881